# Demenka
Demenka (ryska: Деменка) är ett vattendrag i Belarus.   Det ligger i voblasten Homels voblast, i den centrala delen av landet, 170 km söder om huvudstaden Minsk. Demenka ligger vid sjön Vozera Tjyrvonoje.
I omgivningarna runt Demenka växer i huvudsak blandskog. Runt Demenka är det glesbefolkat, med 15 invånare per kvadratkilometer.